# Fisklöstjärnen (Tännäs socken, Härjedalen, 690992-133068)
Fisklöstjärnen är en sjö i Härjedalens kommun i Härjedalen och ingår i Göta älvs huvudavrinningsområde. Sjön har en area på 0,302 kvadratkilometer och ligger 809,4 meter över havet. Fisklöstjärnen ligger i Rogen Natura 2000-område.

## Delavrinningsområde
Fisklöstjärnen ingår i det delavrinningsområde (691071-133023) som SMHI kallar för Utloppet av Fisklöstjärnen. Medelhöjden är 845 meter över havet och ytan är 2,05 kvadratkilometer. Det finns inga avrinningsområden uppströms utan avrinningsområdet är högsta punkten. Vattendraget som avvattnar avrinningsområdet har biflödesordning 3, vilket innebär att vattnet flödar genom totalt 3 vattendrag innan det når havet efter 727 kilometer. Avrinningsområdet består mestadels av skog (11 procent) och kalfjäll (74 procent). Avrinningsområdet har 0,3 kvadratkilometer vattenytor vilket ger det en sjöprocent på 14,7 procent.